# صید بی‌هدف آبزیان

گروهی از دلفین‌های فریزر

صید ضمنی آب‌بازسانان یا صید بی‌هدف آب‌بازسانان، به صید تصادفی آب‌بازسانان غیرهدف مانند دلفین‌ها، گرازهای دریایی و نهنگ‌ها توسط شیلات تجاری گفته می‌شود. صید ضمنی می‌تواند ناشی از گیر افتادن در تورها و نخ‌های ماهیگیری، یا صید مستقیم توسط قلاب یا در تورهای ترال باشد.
شدت و فراوانی صید ضمنی آب‌بازسانان رو به افزایش است. این روند احتمالاً به دلیل فشارهای ناشی از رشد جمعیت انسان بر محیط زیست، محبوبیت روزافزون غذاهای دریایی و تجاری‌سازی ماهیگیری در اعماق دریا با گسترش عملیات به آب‌هایی که قبلاً محافظت شده بودند، ادامه خواهد یافت. این کشتی‌های ماهیگیری تجاری به صورت مستقیم و غیرمستقیم با آب‌بازسانان در تماس هستند. نمونه‌ای از تماس مستقیم، تماس فیزیکی آب‌بازسانان با تورهای ماهیگیری است. تماس غیرمستقیم از طریق زنجیره‌های غذایی دریایی رخ می‌دهد که توسط ماهیگیران تجاری بی‌ثبات شده‌اند و جمعیت ماهی‌های محلی را که آب‌بازسانان برای غذا به آنها متکی هستند، به شدت کاهش می‌دهند. در شیوه‌های ماهیگیری تجاری، آب‌بازسانان به عنوان صید ضمنی صید می‌شوند اما به دلیل ارزششان به عنوان غذا یا طعمه، نگهداری می‌شوند.

## روند صید ضمنی

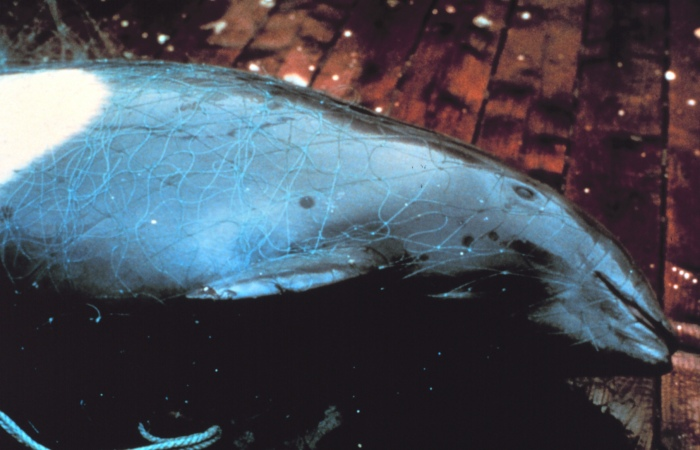
یک گراز دریایی دال در تور ماهیگیری گرفتار شد

به‌طور کلی، صید جانبی نهنگ در حال افزایش است. بیشتر صید جانبی نهنگ‌های جهان در گیل نت ماهیگیری. میانگین صید جانبی سالانه در ایالات متحده تنها از سال ۱۹۹۰ تا ۱۹۹۹ ۶۲۱۵ پستاندار دریایی بود که دلفین‌ها و ماهی‌های دریایی نهنگ‌های اصلی در شبکه‌های گیلن بودند. بر اساس مشاهده جهانی صید جانبی ماهیگیری ایالات متحده، حدود ۶۵۳٬۳۶۵ پستاندار دریایی، شامل ۳۰۷٬۷۵۳ نهنگ‌ها و ۳۴۵۶۱۱ پنیپد از سال ۱۹۹۰ تا ۱۹۹۴ دستگیر شدند.
در حالی که تورهای گوشگیر نگرانی اصلی هستند، انواع دیگر تورها نیز مشکل ایجاد می‌کنند: تورهای ترال، تورهای کیسه‌ای، تورهای ساحلی، تورهای ماهیگیری با قلاب بلند و تورهای ماهیگیری شناور. تورهای ماهیگیری به دلیل میزان بالای صید ضمنی شناخته شده‌اند و بر همه آب‌بازسانان و سایر گونه‌های دریایی تأثیر می‌گذارند. آنها برای نهنگ‌های کوچک دندانه‌دار (Odontocetes) و نهنگ‌های عنبر و همچنین سایر مهره‌داران دریایی مانند کوسه‌ها، پرندگان دریایی و لاک‌پشت‌های دریایی کشنده هستند. بسیاری از شیلات‌ها به‌طور معمول از تورهای ماهیگیری با اندازه‌ای بیش از حد مجاز اتحادیه اروپا (۲٫۵) استفاده می‌کنند. کیلومتر/قایق. این تورهای غیرقانونی ماهیگیری، به ویژه در مناطق مهم تغذیه و تولید مثل آب‌بازسانان، یک مشکل اساسی است.
یک برنامه کشتار کوسه در کوئینزلند، که از سال ۱۹۶۲ تقریباً ۵۰٬۰۰۰ کوسه را کشته است، هزاران دلفین را نیز به عنوان صید ضمنی کشته است. برنامه‌های «کنترل کوسه» در هر دو ایالت کوئینزلند و نیو ساوت ولز از تورهای کوسه و طناب‌های طبل استفاده می‌کنند که دلفین‌ها را گیر انداخته و می‌کشند. برنامه «کنترل کوسه» کوئینزلند در سال‌های اخیر بیش از ۱۰۰۰ دلفین را کشته است، و از سال ۲۰۱۴ حداقل ۳۲ دلفین در کوئینزلند کشته شده‌اند. یک برنامه کشتار کوسه در کوازولو-ناتال، آفریقای جنوبی، حداقل ۲۳۱۰ دلفین را کشته است.

## آب‌بازسانان در معرض خطر
صید ضمنی به عنوان یک تهدید اصلی برای همه آب‌بازسانان شناخته می‌شود. آب‌بازسانان زیر در معرض خطر بالای گیر افتادن در تورهای گوشگیر هستند:

### دلفین‌های گوژپشت اقیانوس اطلس
دلفین گوژپشت اقیانوس اطلس (Sousa teuszii) بومی غرب آفریقا است. چندین ذخیره با اعدادی از ده‌ها تا چند صد شناسایی شده‌اند. تخمین فراوانی وجود ندارد. شکاف‌هایی در گسترهٔ گونه‌ای و از این رو توزیع آنها مشهود است. صید ضمنی فقط در چند کشور غرب آفریقا ثبت شده است. برای تعیین وجود/عدم وجود دلفین‌های گوژپشت در محدوده تاریخی آنها، باید بررسی‌ها و ارزیابی‌هایی انجام شود. برای نجات این گونه باید اقدامات حفاظتی انجام شود. از آنجا که بسیاری از مردم در دریا زندگی می‌کنند، بستن کامل تورهای گوشگیر امکان‌پذیر نیست. برخی مناطق ممکن است به عنوان مناطق ممنوعه برای ماهیگیری با تور گوشگیر تعیین شوند. به دلیل تنوع گونه‌ای بالا، بوم‌گردی می‌تواند با موفقیت اجرا شود.

### نهنگ‌های بالن

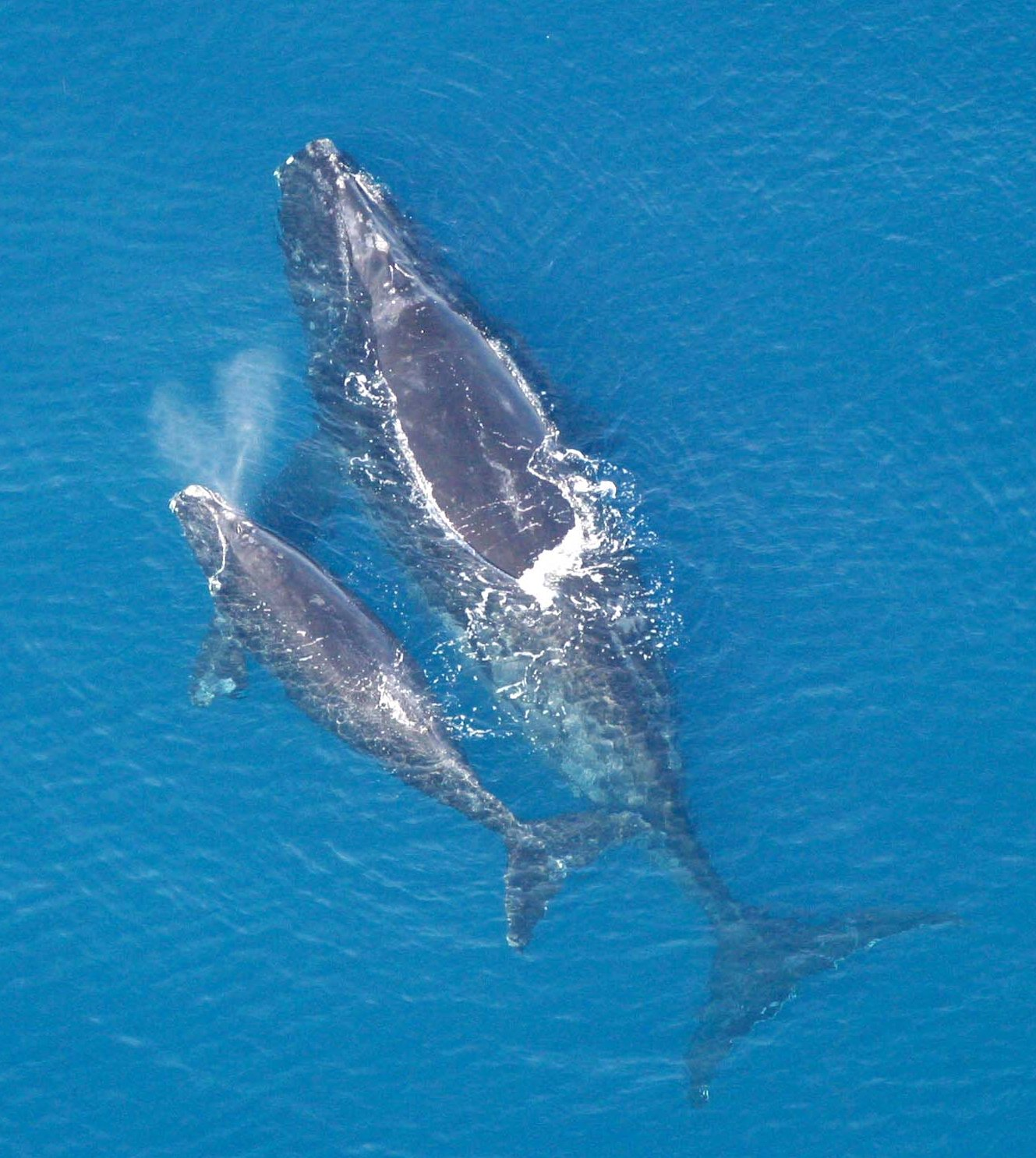
نهنگ راست اقیانوس اطلس شمالی مادر و فرزندش

نهنگ‌های بالن (Mysticeti) اغلب در تورهای گوشگیر و در شیلاتی که از خطوط عمودی برای علامت‌گذاری تله‌ها و گلدان‌ها استفاده می‌کنند، صید می‌شوند. آب‌بازسانان بزرگی مانند نهنگ‌های گوژپشت و نهنگ‌های راست ممکن است پس از گرفتار شدن، تجهیزات خود را با خود ببرند. این موضوع، زخم‌های بزرگی را که نهنگ‌ها در امتداد ساحل اقیانوس اطلس ایالات متحده ایجاد می‌کنند، توضیح می‌دهد. تجزیه و تحلیل‌ها نشان می‌دهد که ۵۰ تا ۷۰ درصد از نهنگ‌های گوژپشت خلیج مین (Megaptera novaeangliae) و نهنگ شکار اطلس شمالی (Eubalaena glacialis) حداقل یک بار در طول زندگی خود گرفتار تله شده‌اند. نهنگ شکاری اقیانوس اطلس شمالی یکی از در معرض خطرترین آب‌بازسانان بزرگ است؛ تنها ۳۰۰ تا ۳۵۰ عدد از آنها باقی مانده است. نهنگ‌های مینک (Balaenoptera acutorostrata) نیز در معرض خطر هستند.

### گرازماهی‌های بورمایستر
گرازماهی بورمایستر (Phocoena spinipinnis) یکی از سه گونه‌ای از آب‌بازسانان است که اغلب در پرو و شیلی به صورت غیرمستقیم صید می‌شوند. سالانه چندین هزار گراز دریایی فقط در پرو صید می‌شوند. به دلیل عدم توانایی تشخیص آنها در آب، صید ضمنی برای این گونه رایج است. بررسی‌ها نشان داده است که صید ضمنی همچنان در آن منطقه نگران‌کننده است و مشخص نیست که آیا جمعیت در حال کاهش است یا خیر. داده‌های قابل اعتماد، اقدامات حفاظتی و آگاهی عمومی، همگی فاقد چنین هستند. این گرازهای دریایی مرموز هستند و همین امر بررسی آنها را به چالش می‌کشد. همچنین تخمین میزان صید ضمنی دشوار است، زیرا گوشت گراز دریایی دیگر در بازارها فروخته نمی‌شود.

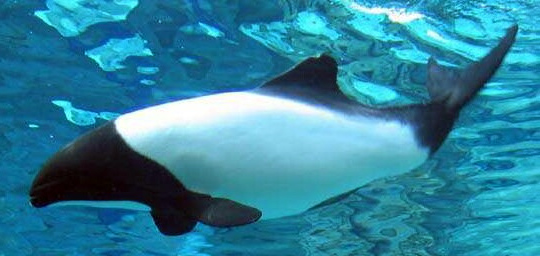
یک دلفین کامرسون در آکواریوم

گسترش ماهیگیری با ترال، جمعیت دلفین‌های کامرسون (Cephalorhynchus commersonii) را در پاتاگونیا نابود کرد. ماهیگیری با ترال به مدت بیست سال به شدت گسترش یافت تا اینکه در سال ۱۹۹۷ از بین رفت. صید ماهی مرکب دریایی به دست مراکز صید دریایی افتاد که از تورهای ترال دریایی استفاده می‌کنند که هم برای دلفین‌های معمولی منقار کوتاه و تیره و هم برای دلفین‌های کامرسون مضر است. امروزه تقریباً ۲۱۰۰۰ دلفین کامرسون باقی مانده است. دو گونه در این جمعیت شناسایی شده‌اند، اما اطلاعات ژنتیکی و میزان صید ضمنی آنها ناشناخته است. با گسترش شیلات ماهی کولی، ارزیابی جمعیت دلفین‌های کامرسون قبل از افزایش این شیلات ضروری است. عملیات فصلی ماهیگیری با تورهای گوشگیر ساحلی، شامل صید ضمنی آب‌بازسانان نیز می‌شود. در حال حاضر، هیچ تخمین شناخته‌شده‌ای از صید ضمنی با تورهای گوشگیر وجود ندارد. مشکل صید ضمنی در آرژانتین ماهیت سیاسی دارد. بهبود فناوری ماهیگیری، آگاهی عمومی و انجام یک بررسی گسترده در مورد تأثیر صید ضمنی بر جمعیت دلفین‌های کامرسون ضروری است.

### دلفین‌های لا پلاتا
دلفین لا پلاتا یا فرانسیسکانا (Pontoporia blainvillei) به دلیل صید ضمنی، در معرض بیشترین تهدید برای آب‌بازسانان کوچک در جنوب غربی اقیانوس اطلس است. آنها فقط در آب‌های ساحلی آرژانتین، برزیل و اروگوئه یافت می‌شوند. این گونه برای اهداف مدیریتی و حفاظتی به چهار محدوده تقسیم شده است. این جمعیت‌ها از نظر ژنتیکی متفاوت هستند. میزان مرگ و میر برای FMU 4، ۱٫۶٪ و برای FMU 3، ۳٫۳٪ است، اما مشخص نیست که آیا این تخمین‌ها دقیق هستند یا خیر. بررسی‌های هوایی تاکنون در مورد تعداد جمعیت فرانسیسکاناها بی‌نتیجه بوده‌اند. برای اصلاح این وضعیت، به بررسی‌های بیشتر و همچنین تعهد سیاسی، کمپین‌های آگاهی‌بخشی و تکنیک‌های کاهش صید ضمنی نیاز است.

### گرازهای دریایی بندرگاه
صید تصادفی قابل توجهی در عملیات ماهیگیری وجود دارد. اغلب، گراز دریایی بندر (Phocoena phocoena) به صورت تصادفی و ضمنی صید می‌شود (۱۰، ۱۱، ۱۲).تورهای گوشگیر تهدیدی جدی برای گرازماهی‌های بندرگاه محسوب می‌شوند، زیرا آنها به شدت مستعد گرفتار شدن در دام هستند. مطالعه‌ای توسط کاسول و همکارانش در غرب اقیانوس اطلس شمالی، میانگین نرخ افزایش سالانهٔ گرازماهی‌های بندری را با عدم قطعیت مرگ و میر اتفاقی و اندازهٔ جمعیت ترکیب کرد. مشخص شد که مرگ و میر تصادفی از مقادیر بحرانی فراتر رفته است، بنابراین نشان می‌دهد که صید ضمنی تهدیدی قابل توجه برای گرازماهی‌های بندرگاه است. گرازهای دریایی بندرگاه به دلیل عدم توانایی در تشخیص تورها قبل از برخورد، در تورها گیر می‌افتند. در سال ۲۰۰۱، ۸۰ گراز دریایی در بریتیش کلمبیا، کانادا، در ماهیگیری با تورهای گوشگیر ماهی سالمون کشته شدند.

### دلفین‌های هکتور و مائویی

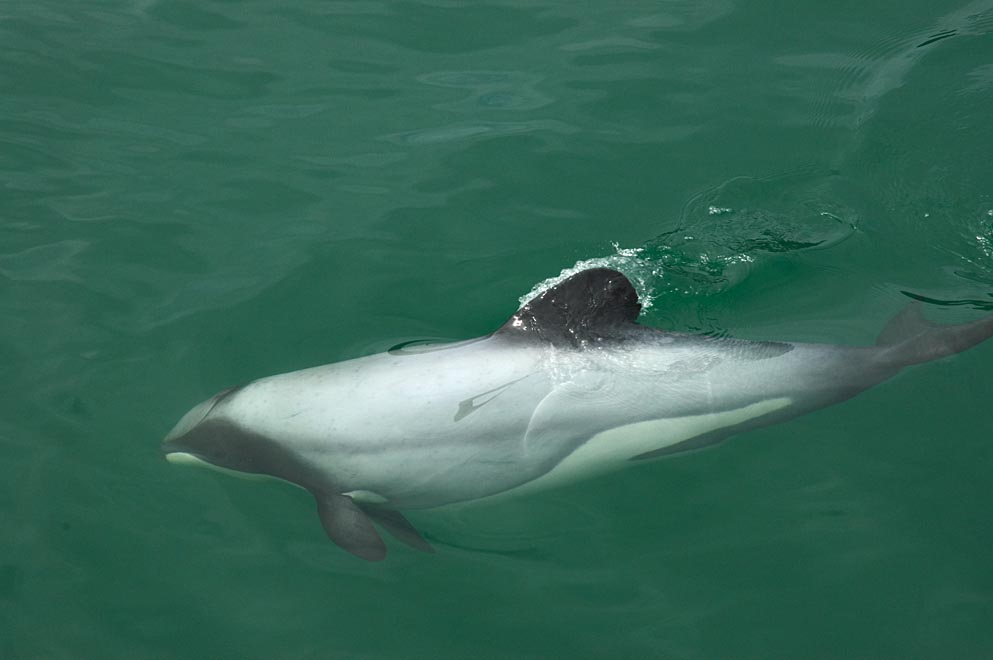
دلفین‌های هکتور یک باله پشتی گرد منحصر به فرد دارند.

در نیوزیلند، این دلفین‌ها میزان بالایی از گرفتاری در آب دارند. دلفین هکتور (Cephalorhynchus hectori) بومی آب‌های ساحلی نیوزیلند است و حدود ۷۴۰۰ عدد از آن به وفور وجود دارد. جمعیت کوچکی از دلفین‌های هکتور در ساحل غربی جزیره ایزوله شده‌اند و به عنوان زیرگونه‌ای به نام دلفین مائویی اعلام شده‌اند. دلفین‌های مائویی (Cephalorhynchus hectori maui) اغلب در تورهای ماهیگیری ثابت و قایق‌های ماهیگیری جفتی گرفتار می‌شوند و در نتیجه کمتر از ۱۰۰ عدد از آنها در طبیعت باقی مانده است. برای حفاظت، بخشی از محدودهٔ زیستگاه دلفین‌ها در ساحل غربی به روی صیادان با تورهای گوشگیر بسته شده است.

### دلفین‌های گوژپشت و پوزه‌بطری اقیانوس هند و آرام
امواج خروشان و تورهای گوشگیرِ فرورفته در کف اقیانوس، بزرگ‌ترین تهدید حفاظتی برای این دلفین‌ها در اقیانوس هند هستند. فقط در برخی مناطق، مانند زنگبار، ارزیابی‌هایی انجام شده است. شکار، تا سال ۱۹۹۶، جمعیت را کاهش داد و به کاهش آن کمک کرد. اکنون شکار با گردشگری زیست‌محیطی جایگزین شده است. در سال ۲۰۰۱ تخمین زده شد که بر اساس تکنیک‌های شناسایی تصویری و علامت‌گذاری مجدد، ۱۶۱ دلفین پوزه بطری (Tursiops aduncus) و ۷۱ دلفین گوژپشت هند-آرام (Sousa chinensis) باقی مانده‌اند. یک مطالعه بیش از ۱۶۰ مورد ابتلای ضمنی را از سال ۲۰۰۰ نشان داد. تقریباً ۳۰٪ از صید ضمنی در تورهای گوشگیر شناور و تورهای گوشگیر کف‌گرد انجام می‌شود. میزان مرگ و میر برای دلفین‌های پوزه بطری و گوژپشت به ترتیب حدود ۸٪ و ۵٫۶٪ است. کاهش صید ضمنی برای این گونه‌ها و برای اکوتوریسم ضروری است.

### دلفین‌های ایراوادی

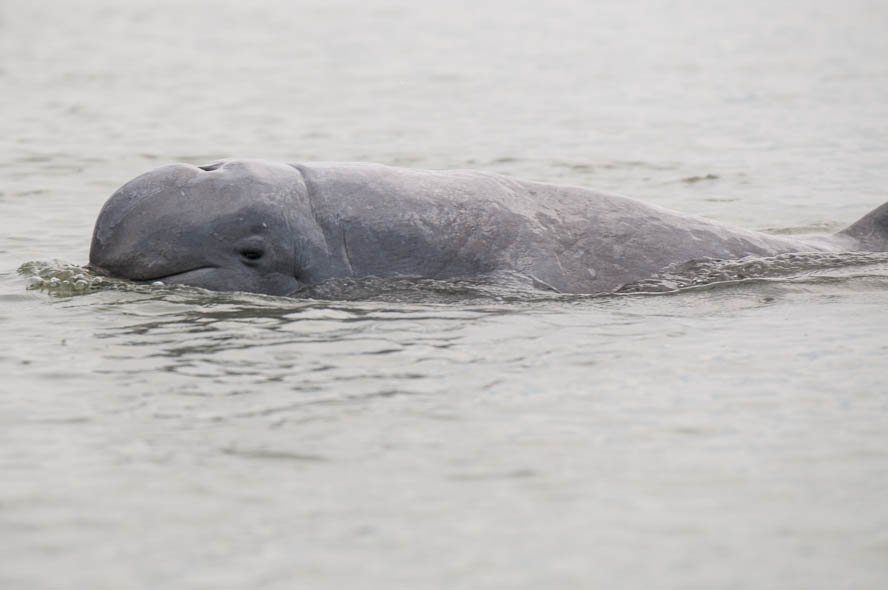
دلفین ایراوادی

بر اساس یک نظرسنجی در سال ۲۰۰۱، کمتر از ۷۰ دلفین ایراوادی (Orcaella brevirostris) در منطقه بالایی تنگه مالامپایا در فیلیپین و تنها ۶۹ عدد در رودخانه مکونگ باقی مانده‌اند. آنها به شدت تحت تأثیر تورهای ماهیگیری و تجهیزات صید خرچنگ قرار گرفته‌اند، بنابراین در معرض خطر جدی انقراض هستند. تخمین زده می‌شود که مرگ و میر ناشی از صید ضمنی در مالامپایا ساوند ممکن است بیش از ۴٫۵٪ و در رودخانه مکونگ ۵٫۸٪ باشد. جمعیت به طرز چشمگیری در حال کاهش است. سطح فعلی صید ضمنی ناپایدار است و اقدامات کاهش صید ضمنی و همچنین نظارت سیستماتیک بلندمدت، به شدت مورد نیاز است. حذف تورهای ماهیگیری از مناطقی که استفاده زیادی از آنها می‌شود ضروری است و باید مشوق‌های اقتصادی برای مردم محلی فراهم شود.